# Toshiya Tanaka (futbolista nacido en 1984)
Toshiya Tanaka (田中 俊也 Tanaka Toshiya?, nacido el 12 de noviembre de 1984 en Ishikawa) es un exfutbolista japonés. Jugaba de delantero y su último club fue el Zweigen Kanazawa de Japón.

## Trayectoria

### Clubes
| Club                | País  | Año         |
| ------------------- | ----- | ----------- |
| Sanfrecce Hiroshima | Japón | 2003 - 2005 |
| Ehime FC            | Japón | 2005 - 2009 |
| Zweigen Kanazawa    | Japón | 2010        |